# Río Alseseca (Puebla)
El río Alseseca es un corto río del interior de México que atraviesa gran parte de la zona sur oriente de la ciudad de Puebla de Zaragoza.

## Ubicación
El río Alseseca es uno de los muchos ríos que nacen del volcán La Malinche, Malintzin, Matlacuéyetl, Matlalcueye o Matlalcueitl, en el estado de Tlaxcala.
El curso fluvial del Alseseca se desarrolla por la zona sur oriente desembocando finalmente en la laguna o embalse de Valsequillo.
Actualmente el río atraviesa más de 27 colonias y 2 juntas auxiliares.

## Características
Entre 1960 y 1980 varias empresas se colocaron en Puebla (la más importante: Volkswagen), entre ellas varias de textiles optaron por lugares cercanos al centro y se fueron colocando en nuevas colonias como: Santa Bárbara, La Gloria, El Chamizal y el Cristo; colonias al margen del río Alseseca.
Con la nula protección del río y el exponencial crecimiento urbano, varias empresas y ciudadanos arrojaron desechos al río, que poco a poco se convirtió en un cauce de aguas negras.
En la actualidad el río ha disminuido considerablemente su cauce y es utilizado como un «botadero de basura» no legal.

## Acontecimientos recientes
Gracias a la tala clandestina en la zona de la Mainche, en temporada de lluvias el cauce del río crece significativamente causando desbordes y afectando a la población.
Desde el año 2000 alrededor de 100 familias han sido afectadas por el desborde del río en colonias como Aleseca, López Portillo y Agrícola Resurgimiento.
Aunado a los desbordes, la contaminación existente a lo largo del río afecta con enfermedades a la población que habita a las márgenes de él. Afortunadamente no se tienen registros de epidemias en la zona pero si existen casos de cólera y salmonelosis en algunos niños de las casas más cercanas al río.

### Proyectos de limpieza y acciones
Desde 1995 el gobierno de la ciudad ha realizado acciones para mitigar el desborde de este río, con la creación de «franjas de seguridad», diques y limpieza de algunas zonas, pero esta ayuda no ha sido suficiente para limpiar todo el río.[cita requerida]
No existe hasta el momento un proyecto en acción para solucionar el problema del río Alseseca tanto por el gobierno de la ciudad como por las diferentes juntas auxiliares.